# Huwelijkszorg
Huwelijkszorg is een plaats in het district Saramacca in Suriname, ontstaan uit een plantage. In het dorp bevindt zich een openbare school. Het ligt op de rechteroever van de Beneden-Saramaccarivier in het district Saramacca, en aan vrijwel aan het eind van de 30 kilometer lange Gangaram Pandayweg, voorheen Larecoweg, die begint in de buurt van Groningen en eindigt in Hildesheim. De dichtstbijzijnde (hulp)poli van de Regionale Gezondheidsdienst (RGD) staat in La Prevoyance, eveneens aan de Gangaram Pandayweg.

## Plantage
Huwelijkszorg ontstond rond de eerste helft van de 19e eeuw als een plantage voor koffie en katoen en had een oppervlakte van duizend akkers.
De plantage was gelegen aan de Beneden-Saramacca rechts in het afvaren; grenzend stroomopwaarts aan de koffie- en cacaoplantage De Dankbaarheid, stroomafwaarts aan de koffieplantage Londonderry. 
In Sranantongo werd de plantage ook wel Borgfelti werd genoemd.
Eigendomssituaties
(naar jaar):
- 1819: C.H.C. Buck
- 1824: J. Evans
- 1833: J.J. en L.A. de Mesquita
- 1863: Sara Antoinetta de Mesquita, woonachtig in Paramaribo

## Emancipatie en verder
Bij de afschaffing van de slavernij in Suriname in 1863 werden op Huwelijkszorg 39 slaven vrijgemaakt, waarbij 19 nieuwe familienamen werden geboekstaafd, te weten: Beek, Berk, Boog, Dam, Delver, Donar, Florin, Gala, Hassel, Kans, Lander, Mark, Mekita, Minaldo, Oudes, Palan, Pontis, Rozin, Vinger.
In 1889 werd op Huwelijkszorg cacao verbouwd en werd de plantage voor 6.000 gulden te koop aangeboden. Een jaar later werd een veiling gehouden op een startbedrag van 2.500 gulden. Ook daarna bleef de plantage in de openbare verkoop staan.

## Geboren
- Rampersad Ramkhelawan (1934-2020), baithak-gana-pionier [8]